# Podmyszadła

Podmyszadła (prononciation : [pɔdmɨˈʂadwa]) est un village polonais de la gmina de Jadów dans le powiat de Wołomin de la voïvodie de Mazovie dans le centre-est de la Pologne.
Il se situe à environ 34 kilomètres au nord-est de Wołomin (siège du powiat) et à 55 kilomètres au nord-est de Varsovie (capitale de la Pologne).
Le village possède une population de 85 habitants en 2010.

## Histoire
De 1975 à 1998, le village appartenait administrativement à la voïvodie de Siedlce.